# Татины
Татины — деревня в Зарайском районе Московской области, в составе муниципального образования сельское поселение Струпненское (до 29 ноября 2006 года входила в состав Алферьевского сельского округа).

## Население
| 2002 | 2006 | 2010 |
| ---- | ---- | ---- |
| 6    | ↘4   | ↘1   |

## География
Татины расположены в 17 км на юго-запад от Зарайска, на левом берегу реки Осётр, высота центра деревни над уровнем моря — 166 м.

## История
Татины основаны в начале 1920-х годов переселенцами из деревни Большие Белыничи. В 1929 году был образован колхоз «Свой труд», с 1950 года — в составе колхоза «Труженик», в последние годы — в составе опытно-производственного хозяйства им. Мерецкова.